# Strategic Air Command
Strategic Air Command (SAC) var tidligere den gren af det amerikanske luftvåben som havde ansvaret for de strategiske bombefly og ballistiske missiler. Ved en større reorganisering efter den Kolde Krig blev SAC nedlagt 1. juni 1992.
| Militær | Spire Denne artikel om militær er en spire som bør udbygges. Du er velkommen til at hjælpe Wikipedia ved at udvide den. |